# Конвой O-605
Конвой O-605 — японський конвой часів Другої світової війни, проведення якого відбувалось серпні — вересні 1943 року.
Конвой сформували для проведення групи суден із Рабаула (головна передова база японців на острові Нова Британія, з якої провадились операції на Соломонових островах та сході Нової Гвінеї) до Палау — важливого транспортного хабу на заході Каролінських островів.
До складу конвою увійшли транспорти «Ямагірі-Мару», «Асакадзе-Мару», «Нічірйо-Мару», «Тайшо-Мару» та «Такома-Мару». Ескорт складався з мисливців за підводними човнами CH-38 та CH-39 і тральщика W-22.
28 серпня 1943 року судна вийшли з Рабаула та попрямували на північний захід. Того ж дня за 180 км на північний захід від острова Новий Ганновер конвой атакував підводний човен Drum, який випустив чотири торпеди. Одна з них влучила в «Ямагірі-Мару», проте судно не затонуло й у супроводі CH-39 змогло повернутись до Рабаулу (загине в лютому 1944 року на атолі Трук від удару авіації). Ескортні кораблі безрезультатно скинули на човен 27 глибинних бомб.
Інші судна конвою 2 вересня прибули на Палау.